# Bromheadia
 Bromheadia  es un género con unas 30 especies de orquídeas de hábitos epífitas. 
Abreviado como Brom en el comercio hortofrutícola, es un género de más de 30 especies de orquídeas nativas de la India, Malasia, Australia y las islas del Pacífico.  

## Descripción
Se distingue por tener tallos esbeltos como cañas y numerosas hojas oblongas o lanceoladas comprimidas horizantal o lateralmente con los tallos e inflorescencia en un lateral.

## Taxonomía
El género fue descrito por John Lindley y publicado en Edwards's Botanical Register 27: Misc. 89. 1841.
Etimología
 Bromheadia : nombre genérico otorgado en honor del botánico amateur inglés Edward French Bromhead entusiasta de las plantas de 1800.

## Especies
Sección Bromheadia
- Bromheadia alticola Ridl.
- Bromheadia borneensis J.J.Sm.
  - B. borneensis var. borneensis
  - B. borneensis var. longiflora Scheind. & de Vogel
- Bromheadia crassiflora J.J.Sm.
- Bromheadia divaricata Ames & C.Schweinf.
- Bromheadia finlaysoniana (Lindl.) Miq.
- Bromheadia pendek de Vogel
- Bromheadia pulchra
- Bromheadia rupestris Ridl.

Sección Aporodes

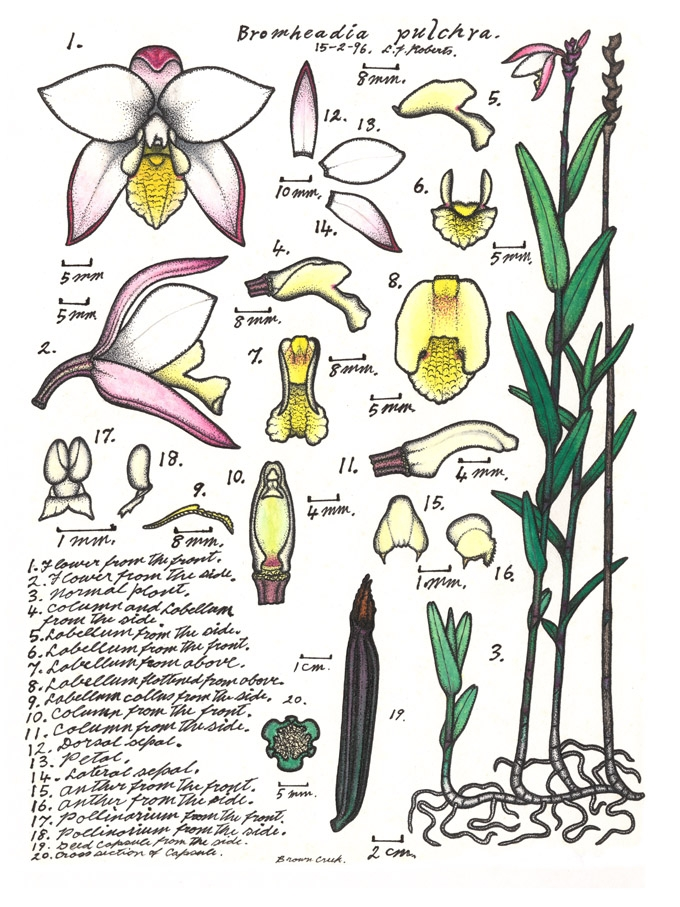
Bromheadia finlaysoniana. Botanical illustration by Lewis Roberts (naturalist)

- Bromheadia annamensis Aver. & Averyanova
- Bromheadia aporoides Rchb.f.
- Bromheadia benchaii J.J.Wood & A.L.Lamb
- Bromheadia brevifolia Ridl.
- Bromheadia cecieliae Kruiz.
- Bromheadia coomansii J.J.Sm. ex Kruiz. & de Vogel
- Bromheadia devogelii Kruiz.
- Bromheadia ensifolia J.J.Sm.
- Bromheadia gracilis Kruiz. & de Vogel
- Bromheadia graminea Kruiz. & de Vogel
- Bromheadia grandiflora Kruiz. & de Vogel
- Bromheadia humilis Kruiz. & de Vogel
- Bromheadia latifolia Kruiz. & de Vogel
- Bromheadia lohaniensis Kruiz. & de Vogel
- Bromheadia longifolia Kruiz. & de Vogel
- Bromheadia pungens Ridl.
- Bromheadia robusta Kruiz. & de Vogel
- Bromheadia scirpoidea Ridl.
- Bromheadia srilankensis Kruiz. & de Vogel
- Bromheadia tenuis J.J.Sm.
- Bromheadia truncata Seidenf.

Poco conocida
- Bromheadia falcifolia Schltr. -el espécimen fue destruido durante la II Guerra Mundial.